# Central hidroeléctrica Salto de la Loma
La central hidroeléctrica Salto de la Loma es un pequeño aprovechamiento hidráulio ubicado en las cercanías de la ciudad de San José de Jáchal, en la provincia de San Juan, Argentina.
Se trata de una microcentral hidráulica que aprovecha parte del caudal que conduce un canal originado el dique Pachimoco, una presa derivadora ubicada sobre el río Jáchal. El dique deriva una parte del caudal del río hacia la margen norte del mismo, y algo más de la mitad del caudal total es utilizado en esa margen. El resto es conducido a través de un largo canal que incluye dos tramos de túneles: el primero, de algo más de 300 m, cruza por debajo del cauce del río; el segundo, de 341 m, está construido a través de una pequeña montaña o loma, que le da el nombre a la central. Al término de este segundo túnel se encuentra una tubería de presión de 250 m de largo, al pie de la cual se encuentra la central hidroeléctrica. En total, desde el dique derivador hasta la central hay alrededor de 7 km de distancia.
La central aprovecha un salto de 40 m de alto y un caudal de 4 m³/s, con dos turbinas Francis de 600 kW cada una, totalizando 1200 kW de capacidad instalada. Gracias a la capacidad reguladora del embalse Cuesta del Viento y al hecho de que no utiliza la totalidad del caudal del río, tiene una producción eléctrica muy estable a lo largo del año, aunque no alcanza a cubrir la totalidad de las necesidades de la cercana ciudad de San José de Jáchal.
La central fue construida en la década del 60, cuando se construyeron decenas de estas microcentrales en toda la región de Cuyo y el noroeste.[cita requerida] Fue abandonada durante la década de 1990, dejando de operar durante varios años. Fue reconstruida en 2010 y desde entonces opera sin interrupciones significativas.